# Гойя (премия, 2014)
XXVIII церемония вручения премии «Гойя» состоялась 9 февраля 2014 года. Ведущий — Манель Фуэнтес.

## Номинации
Номинанты были объявлены 7 января 2014 года, победители объявлены 9 февраля 2014 года.

### Главные премии
| Лучший фильм | Лучший режиссёр |
| --- | --- |
| - Легко живётся с закрытыми глазами / Vivir es fácil con los ojos cerrados - 15 лет и один день / 15 años y un día - Каннибал / Caníbal - Моя большая испанская семья / La gran familia española - Рана / La herida                                                                                        | - Давид Труэба — Легко живётся с закрытыми глазами / Vivir es fácil con los ojos cerrados - Грасиа Керехета — 15 лет и один день / 15 años y un día - Мануэль Мартин Куэнка — Каннибал / Caníbal - Даниэль Санчес Аревало — Моя большая испанская семья / La gran familia española                                                   |
| Лучший актёр | Лучшая актриса |
| - Хавьер Камара — Легко живётся с закрытыми глазами / Vivir es fácil con los ojos cerrados - Тито Вальверде — 15 лет и один день / 15 años y un día - Антонио де ла Торре — Каннибал / Caníbal - Эдуард Фернандес — Все женщины / Todas las mujeres                                                        | - Мариан Альварес — Рана / La herida - Инма Куэста — Ещё три свадьбы / Tres bodas de más - Аура Гарридо — Стокгольм / Stockholm - Нора Навас — Мы хотим лучшего для неё / Tots volem el millor per a ella |
| Лучший актёр второго плана | Лучшая актриса второго плана |
| - Роберто Аламо — Моя большая испанская семья / La gran familia española - Карлос Бардем — Влюблённый скорпион / Alacrán enamorado - Хуан Диего Ботто — Исмаэль / Ismael - Антонио де ла Торре — Моя большая испанская семья / La gran familia española                                                    | - Тереле Павес — Ведьмы из Сугаррамурди / Las brujas de Zugarramurdi - Суси Санчес — 10.000 ночей где-нибудь / 10.000 noches en ninguna parte - Марибель Верду — 15 лет и один день / 15 años y un día - Натали Поса — Все женщины / Todas las mujeres                                                                               |
| Лучший мужской актёрский дебют | Лучший женский актёрский дебют |
| - Хавьер Перейра — Стокгольм / Stockholm - Берто Ромеро — Ещё три свадьбы / Tres bodas de más - Ховик — Влюблённый скорпион / Alacrán enamorado - Патрик Криаду — Моя большая испанская семья / La gran familia española                                                                                   | - Наталья де Молина — Легко живётся с закрытыми глазами / Vivir es fácil con los ojos cerrados - Белен Лопес — 15 лет и один день / 15 años y un día - Олимпия Мелинте — Каннибал / Caníbal - Мария Моралес — Все женщины / Todas las mujeres                                                                                        |
| Лучший оригинальный сценарий | Лучший адаптированный сценарий |
| - Легко живётся с закрытыми глазами — Давид Труэба / Vivir es fácil con los ojos cerrados - Ещё три свадьбы — Пабло Ален и Бреиксо Корраль / Tres bodas de más - Моя большая испанская семья — Даниэль Санчес Аревало / La gran familia española - Рана — Фернандо Франко Гарсиа и Энрик Руфас / La herida | - Все женщины — Алехандро Эрнандес и Мариано Барросо / Todas las mujeres - Влюблённый скорпион — Сантьяго Санноу и Карлос Бардем / Alacrán enamorado - Каннибал — Мануэль Мартин Куэнка и Алехандро Эрнандес / Caníbal - Сипе и Сапе и Клуб стеклянных шариков — Хорхе Лара и Франсиско Ронкаль / Zipi y Zape y el club de la canica |
| Лучший иностранный фильм на испанском языке | Лучший европейский фильм |
| - Синий, розовый и не такой розовый / Azul y no tan rosa • Венесуэла, Испания - Вакольда / Wakolda • Аргентина, Испания - Глория / Gloria • Чили, Испания - Золотая клетка / La jaula de oro • Мексика, Испания                                                                                            | - Любовь / Amour • Австрия - Охота / Jagten • Дания, Швеция - Великая красота / La grande bellezza • Италия, Франция - Жизнь Адель / La vie d’Adèle — Chapitres 1 et 2 • Франция, Бальгия, Испания |
| Лучший режиссёрский дебют | Лучший мультипликационный фильм |
| - Фернандо Франко Гарсиа — Рана / La herida - Неус Бальюс — Чума / La plaga - Хорхе Дорадо — Экстрасенс 2: Лабиринты разума / Mindscape - Родриго Сорогойен — Стокгольм / Stockholm | - Волшебный футбол / Metegol - Джастин и рыцари доблести / Justin and the Knights of Valour - El Extraordinario Viaje de Lucius Dumb - Hiroku: Defenders of Gaia |

### Другие номинанты
| Лучшая операторская работа | Лучший монтаж |
| --- | --- |
| - Каннибал — Пау Эстеве Бирба / Caníbal - 15 лет и один день — Хуан Карлос Гомес / 15 años y un día - Ведьмы из Сугаррамурди — Кико де ла Рика / Las brujas de Zugarramurdi - Тени Нью-Йорка — Кристина Тренас / New York Shadows | - Ведьмы из Сугаррамурди — Пабло Бланко / Las brujas de Zugarramurdi - Ещё три свадьбы — Альберто де Торо / Tres bodas de más - Моя большая испанская семья — Начо Руис Капильяс / La gran familia española - Рана — Давид Пинильос / La herida |
| Лучшая работа художника | Лучший продюсер |
| - Ведьмы из Сугаррамурди — Артуро Гарсиа и Хосе Луис Аррисабалага / Las brujas de Zugarramurdi - Влюблённый скорпион — Льоренс Микель / Alacrán enamorado - Каннибал — Исабель Виньюалес / Caníbal - Сипе и Сапе и Клуб стеклянных шариков — Хуан Педро де Гаспар / Zipi y Zape y el club de la canica                                                        | - Ведьмы из Сугаррамурди — Карлос Бернасес / Las brujas de Zugarramurdi - Ещё три свадьбы — Марта Санчес де Мигель / Tres bodas de más - Эпидемия — Хосеп Аморос / Los últimos días - Сипе и Сапе и Клуб стеклянных шариков — Кольдо Суасуа / Zipi y Zape y el club de la canica |
| Лучший звук | Лучшие спецэффекты |
| - Ведьмы из Сугаррамурди — Николас де Пулпигу и Чарли Шмуклер / Las brujas de Zugarramurdi - Каннибал — Эва Валиньо, Начо Ройо-Вильянова и Пелайо Гутьеррес / Caníbal - Моя большая испанская семья — Карлос Фаруоло, Хайме Фернандес и Карлос Фаруоло / La gran familia española - Рана — Эйтор Беренджер Abasolo, Хайме Фернандес и Начо Аренас / La herida | - Ведьмы из Сугаррамурди — Хуан Рамон Молина и Ферран Пикер / Las brujas de Zugarramurdi - Моя большая испанская семья — Хуан Рамон Молина и Хуан Вентура Песельин / La gran familia española - Эпидемия — Льюис Ривьера Хове и Хуанма Ногалес / Los últimos días - Сипе и Сапе и Клуб стеклянных шариков — Эндре Корда и Феликс Бергес / Zipi y Zape y el club de la canica                             |
| Лучшие костюмы | Лучший грим |
| - Ведьмы из Сугаррамурди — Франсиско Дельгадо Лопес / Las brujas de Zugarramurdi - Ещё три свадьбы — Кристина Родригес / Tres bodas de más - Я очень возбужден — Татьяна Эрнандес / Los amantes pasajeros - Легко живётся с закрытыми глазами — Лала Уэте / Vivir es fácil con los ojos cerrados                                                              | - Ведьмы из Сугаррамурди — Мария Долорес Гомес Кастро, Хавьер Эрнандес Валентин, Педро Родригес и Франсиско Родригес Фриас / Las brujas de Zugarramurdi - Ещё три свадьбы — Эли Аданес и Серхио Перес / Tres bodas de más - Торжественный финал — Ana López-Puigcerver и Belén López-Puigcerver / Grand Piano - Моя большая испанская семья — Лола Лопес и Ициар Арриета / La gran familia española      |
| Лучшую музыку | Лучшая песню |
| - Легко живётся с закрытыми глазами — Пэт Мэтини / Vivir es fácil con los ojos cerrados - Ночь в старой Мексике — Эмилио Арагон Альварес / A Night in Old Mexico - Мул — Оскар Наварро / The Mule - Ведьмы из Сугаррамурди — Хоан Валент / Las brujas de Zugarramurdi                                                                                         | - «Do You Really Want to Be in Love?» — Джош Раус — Моя большая испанская семья / La gran familia española - «Rap 15 Años y Un Día» — Арон Пайпер, Пабло Салинас и Сесилия Фернандес Бланко — 15 лет и один день / 15 años y un día - «Aquí Sigo» — Эмилио Арагон Альварес и Джульета Венегас — Ночь в старой Мексике / A Night in Old Mexico - «De Cerca del Mar» — Фернандо Ардуан — Alegrías de Cádiz |
| Лучший короткометражный фильм | Лучший короткометражный мультипликационный фильм |
| - Abstenerse Agencias - De Noche y de Pronto - El Paraguas de Colores - Lucas - Pipas | - Cuerdas - Blue & Malone, Detectives Imaginarios - O Xigante - Vía Tango |
| Лучший документальный фильм | Лучший короткометражный документальный фильм |
| - Учительницы Республики / Las maestras de la República - Con La Pata Quebrada - Guadalquivir - Món Petit | - Minerita - El Hombre Que Estaba Allí - La Alfombra Roja - La Gran Desilusión |

## Премия «Гойя» за заслуги
- Хайме де Арминьян